# Taxco de Alarcón
Taxco de Alarcón là một đô thị thuộc bang Guerrero, México. Năm 2005, dân số của đô thị này là 98854 người.